# Association de lutte contre le sida
L'association de lutte contre le sida (ALCS) est une organisation non gouvernementale marocaine de lutte contre le VIH/sida. Elle fait partie des membres fondateurs de Coalition PLUS, réseau international d'ONG de lutte contre le sida et les hépatites virales.

## Historique
En 1988, Hakima Himmich crée l'Association de Lutte contre le sida au Maroc, ALCS, première association de lutte contre le sida de la région Moyen Orient/Afrique du Nord.
L'association est reconnue d'utilité publique par décret 473-93-2 du 16 juin 1993.